# Burud Station
Burud Station (Burud stasjon) er en tidligere jernbanestation på Randsfjordbanen, der ligger i Øvre Eiker kommune i Norge.
Stationen blev åbnet 25. februar 1875, nogle år efter banen. 1. november 1970 mistede den bemandingen, og 1. januar 1984 blev den nedgraderet til trinbræt med læssespor. Stationsbygningen, der var opført i træ efter tegninger af Georg Andreas Bull, blev revet ned i 1988. Persontogene ophørte med at betjene stationen 7. januar 2001. Den er dog ikke er nedlagt officielt men fremgår stadig af Bane Nors stationsoversigt.